# HD 59067
HD 59067，又名BD-11 1951，SAO 152909、HR 2859，是一颗恒星，视星等为5.79，位于銀經227.36，銀緯2.67，其B1900.0坐标为赤經7h 23m 9.6s，赤緯-11° 2.67′ 14″。